# Права ЛГБТ в Бенине
Мужская и женская гомосексуальность в Бенине легальна, но представители секс-меньшинств по прежнему сталкиваются с враждебным отношением со стороны населения и редко открыто говорят о своей сексуальной ориентации.

## Правовое положение
Однополые сексуальные контакты по взаимному согласию признаются законными в Бенине, если оба лица достигли 21-летнего возраста. Уголовный кодекс современного Бенина фактически является Уголовным кодексом Западной Африки, утверждённым 6 мая 1877 года в период колониальной зависимости от Франции. В 1947 году были приняты поправки, в которых возраст сексуального согласия наступал с 13 лет, но карались любые противоестественные сексуальные действия с лицами, не достигшими 21 года. За подобные преступления статьи 332 и 333 УК предусматривали лишение свободы на срок от шести месяцев до трёх лет и штраф от 200 до 50 000 франков. В 1996 году рассматривался проект статьи 88, в которой «лицо, совершившее непристойное действие или поступок с другим лицом того же пола, будет наказываться тюремным заключением от одного до трёх лет и штрафом в размере от 100 000 до 500 000 франков». Проект закона не был утверждён. 4 марта 2013 года посол Франции пригласил министра юстиции Бенина на совещание для обсуждения официального ответа, данного в 2012 году африканской страной комиссии ООН по правам человека, призывавшей в Бенин улучшить ситуацию ЛГБТ. Официальные власти отвергли все рекомендации государств. Но на заседании 4 марта министр заявил, что «некоторые вещи будут исправлены». В Бенине нет никакой правовой защиты от дискриминации по признаку сексуальной ориентации, хотя в статье 36 Конституции страны говорится: «каждый житель Бенина обязан уважать и не притеснять своих родственников. Сохранять отношения с другими людьми, укреплять и поощрять уважение, взаимный диалог и терпимость в целях мира и национального единства». На начало 2013 года в Бенине насчитывалось около девяти ЛГБТ-организаций.